# 鍵山慶司
鍵山 慶司（かぎやま けいじ、2000年1月20日 - ）は、東京都出身のサッカー選手。Jリーグ・FC琉球所属。ポジションはディフェンダー。

## 来歴
中学時代はFC東京の下部組織に所属していた。青森山田高校では1年時と3年時に全国高等学校サッカー選手権大会優勝を経験。卒業後は東洋大学に進学し、同大サッカー部で神山京右、横山塁、大森大地らとプレーした。
2022年3月25日、関西サッカーリーグ1部のおこしやす京都ACに加入。京都市内のスポーツ医療で定評のある病院（医療法人藍整会 なか整形外科）で働きつつ、プレーを続けた。
2023年1月6日、FC琉球に完全移籍で加入することが発表された。3月4日、J3リーグ開幕戦のヴァンラーレ八戸戦でJリーグデビューを飾った。
2024年11月18日、契約満了に伴いFC琉球を退団した。
2025年3月14日、関西サッカーリーグ1部に所属するFC BASARA HYOGOへの新規加入が発表された。

## 所属クラブ
- 尾山台SC
- FC東京U-15深川
- 青森山田高校
- 東洋大学
- 2022年  おこしやす京都AC
- 2023年 - 2024年 FC琉球
- 2025年 -  FC BASARA HYOGO

## 個人成績
| 国内大会個人成績 | 国内大会個人成績 | 国内大会個人成績 | 国内大会個人成績 | 国内大会個人成績 | 国内大会個人成績 | 国内大会個人成績 | 国内大会個人成績 | 国内大会個人成績 | 国内大会個人成績 | 国内大会個人成績 | 国内大会個人成績 |
| 年度             | クラブ           | 背番号           | リーグ           | リーグ戦         | リーグ戦         | リーグ杯         | リーグ杯         | オープン杯       | オープン杯       | 期間通算         | 期間通算         |
| 年度             | クラブ           | 背番号           | リーグ           | 出場             | 得点             | 出場             | 得点             | 出場             | 得点             | 出場             | 得点             |
| 日本             | 日本             | 日本             | 日本             | リーグ戦         | リーグ戦         | リーグ杯         | リーグ杯         | 天皇杯           | 天皇杯           | 期間通算         | 期間通算         |
| ---------------- | ---------------- | ---------------- | ---------------- | ---------------- | ---------------- | ---------------- | ---------------- | ---------------- | ---------------- | ---------------- | ---------------- |
| 2022             | お京都           | 6                | 関西1部          | 9                | 1                | -                | -                | -                | -                | 9                | 1                |
| 2023             | FC琉球           | 41               | J3               | 9                | 0                | -                | -                | -                | -                | 9                | 0                |
| 2024             | FC琉球           | 41               | J3               | 8                | 0                | -                | -                | -                | -                | 8                | 0                |
| 2025             | BASARA           | 29               | 関西1部          | -                | -                | -                | -                | -                | -                | -                | -                |
| 通算             | 日本             | 日本             | J3               | 17               | 0                | -                | -                | -                | -                | 17               | 0                |
| 通算             | 日本             | 日本             | 関西1部          | 9                | 1                | -                | -                | -                | -                | 9                | 1                |
| 総通算           | 総通算           | 総通算           | 総通算           | 26               | 1                | -                | -                | -                | -                | 26               | 1                |

## タイトル

### クラブ
FC東京U-15深川
- 高円宮杯 JFA 全日本U-15サッカー選手権大会：1回（2014年）

青森山田高校
- 高円宮杯 JFA U-18サッカープレミアリーグ：1回（2016年）
- 全国高等学校サッカー選手権大会：2回（2016年、2018年）